# Helena Suková
Helena Suková (født 23. februar 1965 i Prag) er en tjekkisk tidligere professionel tennisspiller, der især udmærkede sig som doublespiller.

## Tenniskarriere
Suková vandt sin første WTA-singletitel i januar 1982 og vandt yderligere ni singletitler frem til 1992. Hun nåede også finalen fire gange i grand slam-turneringerne, dog uden at vinde. Det var dog i double, hun først og fremmest havde succes, idet hun her vandt 69 titler fra 1984 til 1998. Sejrene kom især sammen med landsmanden Jana Novotná, spanieren Arantxa Sánchez Vicario og tyskeren Claudia Kohde-Kilsch. I damedouble nåede hun 14 gange finalerne i grand slam og vandt ni af disse, mens hun i mixed double vandt tre grand slams, heraf tre med sin bror, Cyril Suk.

### OL
Hun deltog i tre olympiske lege. Da tennis første gang var på det officielle program ved OL 1988 i Seoul stillede hun op for Tjekkoslovakiet i både single, hvor hun tabte i anden runde, og i damedouble sammen med Novotná, hvor parret nåede finalen efter blandt andet at have semifinalebesejret hendes anden makker, Kohde-Kilsch sammen med Steffi Graf (der her repræsenterede Vesttyskland). I finalen mødte tjekkoslovakkerne amerikanerne Pam Shriver og Zina Garrison og tabte i tre lange sæt, så amerikanerne fik guld, tjekkoslovakkerne sølv og de tabende semifinalister (ud over tyskerne var det Liz Smylie og Wendy Turnbull fra Australien) fik bronze.
Ved OL 1992 i Barcelona stillede Suková kun op i single og blev her igen slået ud i anden runde. Ved OL 1996 i Atlanta, hvor hun stillede op for Tjekkiet, spillede hun igen både single og double. I single blev hun elimineret i første runde, men i damedouble, hvor hun igen spillede sammen med Novotná, nåede parret igen finalen efter blandt andet at have elimineret hendes anden faste makker, Arantxa Vicario sammen med Conchita Martinez i semifinalen, og i finalen blev det til nederlag til amerikanerne Gigi Fernandez og Mary Joe Fernandez i to tætte sæt. Dermed blev det til endnu en OL-sølvmedalje, mens amerikanerne fik guld og spanierne vandt bronzekampen.